# Pastuchowo (Kaliningrad)
Pastuchowo (russisch Пастухово, deutsch Waldhausen (Gut/Oberförsterei)) ist ein Ort in der russischen Oblast Kaliningrad. Er gehört zur kommunalen Selbstverwaltungseinheit Stadtkreis Tschernjachowsk im Rajon Tschernjachowsk.

## Geographische Lage
Pastuchowo liegt südlich der Föderalstraße A229 (einstige deutsche Reichsstraße 1, heute auch Europastraße 28), zehn Kilometer westlich der Rajonstadt Tschernjachowsk (Insterburg). Der Ort ist unter der Bezeichnung Pastuchowo-Nowoje Bahnstation an der Bahnstrecke Kaliningrad–Tschernyschewskoje (Königsberg–Eydtkuhnen/Eydtkau), einem Teilstück der früheren Preußischen Ostbahn, zur Weiterfahrt nach Litauen und in das russische Kernland.

## Geschichte
Die Gründung des kleinen Ortes erfolgte in der Zeit nach 1722. Am 11. März 1874 wurde der Gutsort namensgebend für einen neu errichteten Amtsbezirk, dem er als Gutsbezirk neben einer Landgemeinde und zwei weiteren Gutsbezirken zugehörte. Der Amtsbezirk war in den Kreis Insterburg im Regierungsbezirk Gumbinnen der preußischen Provinz Ostpreußen eingegliedert. In den Jahren 1908/1910 erfolgte eine Namensänderung des Gutsbezirkes Gut Waldhausen in „Gutsbezirk Oberförsterei Waldhausen“. Dieser Oberförsterei waren bis 1928 folgende Förstereien zugeordnet: Eichenwalde, Görschenwalde, Kirschland, Klein Bubainen, Milchbude (alle nicht mehr existent) und Schwägerau (heute russisch: Saowraschnoje). 
Im Jahr 1910 zählte der Gutsbezirk Oberförsterei Waldhausen 151 Einwohner. Am 17. Oktober 1928 wurde der Gutsbezirk Waldhausen mit dem Gutsbezirk Groß Bubainen in die Landgemeinde Groß Bubainen eingegliedert, die dann bis 1946 den Namen „Waldhausen“ führte. Der bisherige Amtsbezirk Groß Bubainen wurde folgerichtig 1930 in „Amtsbezirk Waldhausen“ umbenannt.
In Kriegsfolge wurde Waldhausen 1945 mit dem nördlichen Ostpreußen der Sowjetunion zugeordnet. Die Ortschaft der einstigen Oberförsterei Waldhausen erhielt 1947 die russische Bezeichnung Pastuchowo, während das einstige Dorf Groß Bubainen seither Bereschkowskoje heißt. Pastuchowo wurde gleichzeitig in den Dorfsowjet Bereschkowski selski Sowet im Rajon Tschernjachowsk eingeordnet. Von 2008 bis 2015 gehörte der Ort zur Landgemeinde Swobodnenskoje selskoje posselenije und seither zum Stadtkreis Tschernjachowsk.

### Amtsbezirk Waldhausen
Zu dem 1874 errichteten Amtsbezirk Waldhausen gehörten:
| Deutscher Name  | Russischer Name | Bemerkungen                                                                         |
| --------------- | --------------- | ----------------------------------------------------------------------------------- |
| Kosacken (LG)   | Kosakowo        | 1928 in die LG Neuendorf im Amtsbezirk Althof eingegliedert                         |
| Birkenfeld (GB) | Prigorodny      | 1928 in die LG Birkenfeld im Amtsbezirk Didlacken eingegliedert                     |
| Kosacken (GB)   | Kosakowo        | 1928 in die LG Neuendorf eingegliedert                                              |
| Waldhausen (GB) | Pastuchowo      | 1928 in die LG Groß Bubainen eingegliedert, die seither den Namen „Waldhausen“ trug |

GB = Gutsbezirk, LG = Landgemeinde

## Kirche
Die vor 1945 mehrheitlich evangelische Bevölkerung im Guts- und Oberförstereidorf Waldhausen war in das Kirchspiel der Kirche Norkitten eingepfarrt und gehörte zum Kirchenkreis Insterburg in der Kirchenprovinz Ostpreußen der Kirche der Altpreußischen Union. Heute liegt Pastuchowo im Gebiet der evangelisch-lutherischen Kirchenregion Tschernjachowsk, die zur Propstei Kaliningrad der Evangelisch-lutherischen Kirche Europäische Russland gehört.